# ماريو فيريرا دوس سانتوس
ماريو فيريرا دوس سانتوس (بالبرتغالية: Mário Ferreira dos Santos‏) هو فيلسوف برازيلي، ولد في 3 يناير 1907 في Tietê, São Paulo ‏ في البرازيل، وتوفي في 11 أبريل 1968 في ساو باولو في البرازيل بسبب مرض قلبي وعائي.